# 假面騎士ZEZTZ
《假面騎士ZEZTZ》，是日本東映公司在2025年推出的《假面騎士系列》第7部令和系列特攝作品。於2025年（令和7年）9月7日至2026年（令和8年）每週日早上09:00 - 09:30在朝日電視台播出。「假面騎士ZEZTZ」亦是本作主角假面騎士的名字。本作標語為：「他的夢，是拯救世界的任務」（日语：彼の夢は、世界を救うためのミッション）

## 本作特色
- 本作為《令和假面騎士系列》第7部作品。
- 本作為《假面騎士系列》史上首部以「夢」作為主要題材的作品[4]。
- 本作主角假面騎士的驅動器為《假面騎士系列》首個為配戴在胸前的驅動器[4]。
- 本作宣布將會於美國、加拿大、韓國、泰國、越南以及台灣等地登上串流[5]。
- 本作是高橋悠也繼《假面騎士EX-AID》、《假面騎士ZERO-ONE》和《假面騎士GEATS》後，第四度為假面騎士作品撰寫劇本[6]。

## 故事用語
夢膠囊
原文： / CAPSEM
封入「夢之力」的特別膠囊，為本作登場假面騎士的變身道具。
- 備註：實體商品名稱為騎士夢膠囊（ライダーカプセム）。

夢魘
原文： / NIGHTMARE
本作的怪人。

## 本作登場假面騎士

### 假面騎士ZEZTZ
變身者：萬津莫（替身演員：新田健太、CV：今井龍太郎）
原文： / 
名稱由來：（Z's）的改編。
形態
| 形態名稱        | 簡介 | 外觀                         | 能力 | 必殺技 |
| PHYSICAM IMPACT | ZEZTZ DRIVER 搭配 IMPACT CAPSEM 變身的形態，為假面騎士ZEZTZ的基礎型態。 《假面騎士GAVV 糖果屋的侵略者》初次登場。 身高：cm 體重：kg 拳擊力：t 踢擊力：t 跳躍力：m 行動速度：秒（100m） | 全身以紅、祖母綠、黑色為主。 |      |        |

## 輔助工具

### 變身道具
- ZEZTZ驅動器

原文： / ZEZTZ DRIVER
假面騎士ZEZTZ所使用的變身腰帶。
變身：將夢膠囊裝置於中央插槽，按下驅動器右上方的扳機後，將夢膠囊的中央處順時針迴轉進行變身。
將夢膠囊順時針迴轉發動能力技。
必殺技：按下驅動器右上方的扳機3次後，將夢膠囊的中央處順時針迴轉發動必殺技。
按下驅動器右上方的扳機4次後，將夢膠囊的中央處順時針迴轉發動超必殺技。

### 專屬武裝
原文： / 
假面騎士ZEZTZ的武器，可更換刀刃零件來變換為劍模式、銃模式、斧模式和鐮刀模式。

### 其他道具
- ZEZTZ手機

原文： / 
- 夢膠囊收納筒

原文： / CAPSEM CYLINDER
收納夢膠囊的收納盒，可收納5個夢膠囊。

### 夢膠囊（CAPSEM）
CAPSEM一覽 
| 英文名稱   | 日文名稱 | 中文名稱 | 備註 |
| ---------- | -------- | -------- | ---- |
| IMPACT     |          | 衝擊     |      |
| STREAM     |          | 氣流     |      |
| RECOVERY   |          | 復原     |      |
| WONDER     |          | 驚奇     |      |
| WING       |          | 飛翼     |      |
| TRANSFORM  |          | 變形     |      |
| MACHINERY  |          | 機械師   |      |
| PROJECTION |          | 投影     |      |
| BARRIER    |          | 護盾     |      |
| GRAVITY    |          | 重力     |      |

 LEGEND RIDER CAPSEM一覽 
| 英文名稱  | 日文名稱 | 中文名稱  | 備註                                   |
| --------- | -------- | --------- | -------------------------------------- |
| KUUGA     |          | 空我      | 寄宿假面騎士空我之力的夢膠囊。         |
| RYUKI     |          | 龍騎      | 寄宿假面騎士龍騎之力的夢膠囊。         |
| FAIZ      |          | Faiz      | 寄宿假面騎士Faiz之力的夢膠囊。         |
| FAIZ AXEL |          | Faiz 加速 | 寄宿假面騎士Faiz加速形態之力的夢膠囊。 |
| KAIXA     |          | Kaixa     | 寄宿假面騎士Kaixa之力的夢膠囊。        |
| BLADE     |          | 劍        | 寄宿假面騎士劍之力的夢膠囊。           |
| HIBIKI    |          | 響鬼      | 寄宿假面騎士響鬼之力的夢膠囊。         |
| DIEND     |          | Diend     | 寄宿假面騎士Diend之力的口嚼獸          |
| FOURZE    |          | Fourze    | 寄宿假面騎士Fourze之力的夢膠囊。       |
| WIZARD    |          | Wizard    | 寄宿假面騎士Wizard之力的夢膠囊。       |
| BUILD     |          | Build     | 寄宿假面騎士Build之力的夢膠囊。        |
| CROSS-Z   |          | Cross-Z   | 寄宿假面騎士Cross-Z之力的夢膠囊。      |
| GREASE    |          | Grease    | 寄宿假面騎士Grease之力的夢膠囊。       |
|           |          | GAVV      | 寄宿假面騎士GAVV之力的夢膠囊。         |
| VALEN     |          |           | 寄宿假面騎士VALEN之力的夢膠囊。        |

 OTHER CAPSEM一覽 
| 英文名稱 | 日文名稱 | 中文名稱 | 備註                                     |
| -------- | -------- | -------- | ---------------------------------------- |
| GOCHIZO  |          | 口嚼獸   | 「變身腰帶DX ZEZTZ驅動器」早期購入贈品。 |

## 製作人員
- 原作：石之森章太郎
- 劇本：高橋悠也
- 導演：上堀內佳壽也
- 動作導演：渡邊淳（JAE）
- 特攝導演：佛田洋（特攝研究所）
- 音樂：高木洋、坂部剛
- 總製作人：大川武宏（朝日電視台）
- 製作人：芝高啓介（朝日電視台）、谷中壽成（東映）、湊陽祐（東映）、高崎狀太（東映）
- 製作：朝日電視台、東映、旭通DK

## 樂曲

### 主題曲
「VISIONS」
- 演唱：NAQT VANE
- 作詞：Benjamin + cAnON.
- 作曲、編曲：澤野弘之

## 其他相關媒體

### 劇場版
- 《假面騎士GAVV 糖果屋的侵略者》（2025年7月25日上映）[10]

## 超級英雄時間相關條目
- 2025秋

## 外部連結
- 《假面騎士ZEZTZ》朝日官網（日語）
- 《假面騎士ZEZTZ》東映官網（日語）
- 《假面騎士ZEZTZ》的X（前Twitter） （日語）
- 互联网电影数据库（IMDb）上《假面騎士ZEZTZ》的资料（英文）